# Trichosteleum albifolium
Trichosteleum albifolium är en bladmossart som beskrevs av Hugh Neville Dixon 1924. Trichosteleum albifolium ingår i släktet Trichosteleum och familjen Sematophyllaceae. Inga underarter finns listade i Catalogue of Life.